# Основне академске студије
Основне академске студије или бакалуреат (енгл. Bachelor, лат. baccalaureus) представљају први степен академских студија из одговарајуће области. У зависности од програма студија и институције у којој се одвија програм, може трајати од три до седам година. Систем основних академских студија се разликује од државе до државе и образовног система у њима, те у неким се под основним академским студијама подразумевају и други степени академских студија, као и неке титуле и квалификације које традиционално, по називу, не припадају основним академским студијама, као што је на пример доктор медицине у неким државама.
У Србији, након примене Болоњског система, основне академске студије трају три до четири године. и завршетком се стиче 180 или 240 ЕСПБ бодова. Студент који заврши основне академске студије, остваривши најмање 180 ЕСПБ бодова, стиче одговарајући стручни назив са назнаком звања за први степен академских студија из одговарајуће области. Студент који заврши основне академске студије, остваривши најмање ЕСПБ бодова, стиче стручни назив "дипломирани" са назнаком звања за први степен студија из одговарајуће области.

## Варијације по континентима и државама
Мапа представља систем образовања на нивоу основних академских студија по државама и регионима. Основне академске студије у већини држава трају од три до седам година.

Дужина трајања основних академских студија по државама.

### Африка
Већина афричких држава има систем основних академских студија које су преузеле из држава чије су биле колоније. На пример, Универзитет у Нигерији има сличан систем као у Великој Британији, док систем у Обали Слоноваче доста наликује систему у Француској.

#### Алжир
Основне академске студије у Алжиру су у многоме сличне као у Француској. Обично трају три године и у оквиру су система ДМД (енг. LMD, od "licence, master, doctorate"). Студенти се могу уписати на основне академске студије након успешно положеног националног теста у оквиру секундарног образовања. Основне академске студије обухватају све понуђене области студирања на алжирским универзитетима, са изузетком неких поља, као што су медицина и фармација.

#### Боцвана
Основне академске студије у Боцвани обично трају четири године. Систем студирања обично своје корене налази у одговарајућим моделима образовања у Уједињеном Краљевству и у Сједињеним Америчким Државама, тако да и одговарајуће области студирања имају називе по британској традицији, али у последње време и неке посебне области студија добијају своје називе, као што су бачелор из Библиотекарства и информационих наука.

#### Кенија
У Кенији, високошколско образовање је подржано од стране Владе. Програми у оквиру колеџа трају од три до седам година, у зависности од поља изучавања, а да би дипломирали, на већини је потребно да се одради  истраживачки рад али и стаж, на крају ког се пише извештај и тек онда је могуће дипломирати. Од 2012. године, један број колеџа је унапређен на ниво универзитета како би се примио већи број студената на програме.

#### Мароко
Почев од 2003. године, систем основних академских студија у Мароку је трогодишњи, али подељен у два циклуса. Први део циклуса обухвата прву годину, и обухвата програм пропедевтике, док наредне две године, студенти могу да бирају једну од две специјализације - практични програм (франц. études professionnelles), односно теоретску специјализацију (франц. études fondamentales), на крају којих добијају одговарајућу диплому и звање.

#### Нигерија
Систем основних академских студија у Нигерији је доста захтеван и компетитиван. Програм обично траје од четири или пет година, с временским лимитом од дуплог броја година за завршетак студија у случају лоших резултата. Након истека времена, студенти обично губе право на студије. Универзитети у Нигерији нуде основне академске студије слично моделима у Уједињеном краљевству, с тим што студије архитектуре трају 6 година. Многи програми захтевају да се одради завршни рад и  пројект. Сем тога, сви дипломирани студенти су у обавези да раде за парамилитарну организацију Национални омладински пук (енг. National Youth Service Corps), уз помоћ које се делоцирају на удаљене крајеве Нигерије, на годину дана, да служе у одговарајућим пројектима. Овај програм је настао након нигеријског цивилног рата како би се побољшало национално јединство и подстицали студенти да примене стечено знање у областима руралне Нигерије.

#### Тунис
Систем у Тунису је сличан систему у Алжиру и такође траје три године по систему ДМД. Изузетак су студије медицине, фармације али и инжењерства и архитектуре, као и основних академских студија бизниса у администрацији која траје четири године.

### Јужна Америка
Систем образовања у Јужној Америци нуди све нивое студија . Обично траје до пет година.

#### Бразил
Систем високошколског образовања у Бразилу , донекле може да се повеже са Болоњским процесом у Европи, мада није примењен. Основне академске студије су први степен студија и траје од три до шест година, уз додатне године за мастер и докторске студије. У том смислу, разликују се две врсте диплома: ato-sensu за неке области студирања које трају три године уз годину дана специјализације, за разлику од stricto-sensu који може трајати до шест година, типично за медицину и инжењерство, уз додатне две године мастера.

#### Колумбија
Након завршеног једанаестог разреда, будући студенти полажу национални тест на основу којег могу да аплицирају на жељени програм, и могу да бирају између pet каријерних путева:
- Академски - најчешћи облик студирања, у суштини праве основне академске студије, које по систему личе на академске студије у Сједињеним Америчким Држава. Обично имају три опције:
  - Професионалне студије - обично трају од три до шест година, везане су за стриктно бављење изабраном професијом. За разлику од америчког система,  предмети стриктно везани за изабрану струку крећу већ од прве године.
  - Тécnico - у преводу "техничар" , односно, оспособљава студенте да након две и по године раде у пољу техничког и механичарског посла.
  - "Тecnólogo" - траје три године и најближи је основно академском образовању.
- Војна академија - ако успешно заврше академију, мушкарци су ослобођени обавезног војног рока.
- Рачуноводствени - посебни облик који студентима даје диплому из рачуноводства и сродних наука.
- Техничке школе - Студенти се образују у оквиру техничких наука.
- Образовне - Пружа сет вештина и способности за рад у оквиру основног образовања.

Универзитети у Колумбији такође пружају и основне комбиноване студије, обично у пољима као што су медицина, инжењерство, менаџмент и слично, које трају по 10 или 11 семестара, а неке имају и обавезан стаж (као на пример медицина), пре званичног дипломирања. Поред основног академског образовања, студенти могу да изаберу и наставак на мастер и докторске студије, али и у неким областима једногодишњу специјализацију.

#### Коста Рика, Ел Салвадор, Венецуела
У све три државе је сличан систем основних академских студија, где студенти добију диплому која је еквивалентна америчкој, након четири године студирања. Обично, на крају студија се углавном пише и завршни рад.

#### Мексико
Основне академске студије у Мексику трају четири или пет година, са изузетком медицине која траје шест или седам година, у зависности од области. Високошколско образовање се обавља на колеџима и на универзитетима, и свака мексичка држава за себе регулише ову област. Законима је регулисано да студенти након завршених студија, и то углавном они који су завршили на државним универзитетима, након студија проведу одређен период, углавном између шест месеци и годину дана "јавне службе" , за узврат бенефицијама које су добијали као студенти.

### Северна Америка

#### Канада
Високошколско образовање у Канади је регулисано појединачним законима у сваком од региона и провинција Канаде, међутим, од 2007. године, Савет министара образовања је донео и усвојио заједнички оквир за образовање којима се систем образовања на сви три нивоа студија скоро у потпуности преклапа са Болоњским процесом у Европи.
Под овим заједничким оквиром разликујемо четири форме образовања на основним академским студијама: 
| Назив програма                                       | Објашњење |
| ---------------------------------------------------- | --- |
| Општи образовни програм                              | - Пружа широко знање из изабране области које припрема студенте за основним нивоом запослења или за само запослење                           |
| Продубљени програм                                   | -Омогућава студентима да наставе са студијама на вишим нивоима - мастер и докторске студије., али и за запослење у изабраној области         |
| Примењени програм                                    | -Више фокусирано на усавршавање практичног и примене стечених знања, него на саме академске студије, углавном за специфичне области студија. |
| Основне академске студије које дају докторске титуле | Упркос звању које се добија након овог програма (као што су доктор медицине или права), сматрају се основним академским студијама.           |

Основне академске године обично трају три или четири године. Многи колеџи и универзитети пружају две врсте диплома основних академских студија: са почастима и без почасти, у односу на успешност студирања на овом нивоу.
У провинцији Квебек , студенти су у обавези да прво похађају две године колеџа пре него се изаберу основне академске студије науке или инжењерства, на пример. Неки од програма нуде и посебне курсеве за продубљивање знања, мада као елективне курсеве.

#### Сједињене Америчке Државе
Основне академске студије у САД-у, обично су направљене тако да се заврше за четири године студија у оквиру редовног студирања са по петнаест сати недељно предавања, у току осам семестара, где један семестар траје четири месеца, уз изузетак студија архитектуре, на пример, који трају пет година, а уз помоћ додатних кредита из средњошколског образовања или уз допуст универзитета и колеџа, надарени студенти могу завршити студије и раније, углавном уз помоћ летњих школа.
Многи универзитети у САД-у нуде дипломе са латинским називима почасти, у зависности од успешности на студијама. Студентима са највећим просецима се нуде и посебни предмети и курсеви на тежим нивоима и који су усмеренији ка индивидуалном раду и истраживању одређених научних области.
Систем дипломе основних академских студија у САД-у је такав да ако студент жели да добије диплому са почастима из одређене области (на пример енглеског језика и књижевности), у обавези је да заврши основни ниво студија из свих елективних предмета, док из изабране области је потребно да поред задатог нивоа, заврши и додатне предмете који дубље проширују знање из изабране области, као и самосталне истраживачке радове, углавном уз појачану контролу од стране изабраног ментора.

### Азија

#### Бангладеш
Након дванаест година првог циклуса образовања , где се стиче средње образовање, универзитети и колеџи пружају трогодишње или четворогодишње програме у оквиру основних академских студија у науци, економији, али и уметности, где спадају и друштвене науке. Програми везани за техничке науке трају четири године, док медицинске науке трају пет година. Основне академске студије права трају три године уз две године додатних студија. Неки универзитети нуде и петогодишње професионалне студије архитектуре и фармације.

#### Кина
Сви програми основних академских студија су формулисани слично америчком моделу студирања, сем у области самог дипломирања, где су студенти у обавези да напишу дисертацију, након чега диплому издаје Министарство просвете Народне Републике Кине. Стандардна дужина студирања је четири године, мада неки универзитети нуде и двогодишње и трогодишње студирање, али се након њих не издаје диплома, сем у случајевима да се у току студија положи пријемни испит за виши ниво студија, који омогућава упис на додатне две године студија и одбрану дисертације.
Сви држављани Кине могу добити диплому основних академских студија и путем специфичних тестова за самостално учење, које су регулисани посебном агенцијом у оквиру Министарства просвете (кинески: 高等教育自学考试).

#### Фиџи
Након колонијалне власти, од 1968. године, успостављен је Универзитет јужног Пацифика, који нуди високошколско образовање у оквиру Комонвелта. Ово је једини универзитет у Океанији који је признат ван Аустралије и Новог Зеланда и рангиран је боље од неких универзитета у наведеним државама.

#### Индија
Основне академске студије у Индији трају обично три године, док одређене области области трају четири или пет година. Студенти обично почну основне академске студије након завршеног другог циклуса образовања (познат и као +2). Дипломе имају ознаке сличне британским дипломама.

#### Индонезија
Основне академске студије у Индонезији су специфичне по областима, односно, има преко 20 различитих назива диплома након завршених студија. У прошлости, индонежанске високошколске установе су усвојиле одређене називе основних академских области по угледу на западноевропске универзитете, пре свега Холандије.

#### Иран
Основне академске студије у Ирану су пружене од стране јавних и приватних универзитета, где су приватни универзитети углавном под управом Исламског универзитета Азад. Јавни универзитети су углавном више признати и теже их је уписати. Програми су углавном четворогодишњи.

#### Јордан
Програм основних академских студија у Јордану је уређен слично као амерички систем студија, док диплому издаје Министарство просвете Јордана. Дужина студирања је углавном четири године.

#### Јужна Кореја
Универзитети, колеџи и друге високошколске установе нуде основне академске студије под називом хакса (кор. 학사) , након завршеног другог степена образовања и полагања државног испита. Студенти могу добити диплому основних студија и без физичког похађања наставе путем државно уређеног система самообразовања, слично систему у Кини

### Европа
Основне академске студије постоје у скоро свакој од држава Европе, међутим, у неким државама континенталне Европе, овај систем није постојао пре усвајања Болоњског процеса. У просеку, највећи део основних академских студија спада међу природне и друштвене науке, са малим али значајним уделом у основним академским студијама права, економије, бизниса и других наука. Дужина трајања студија зависи од државе, дисциплине изучавања али и и од саме институције носиоца програма. 

#### Аустрија
Историјски гледано, систем образовања у Аустрији је сличан са остатком германског света. До увођења болоњског процеса, студенти су могли да добију дипломе magister или diplom, што одговара данашњем мастер степену студија. Сада, студентима је омогућено трогодишње или четворогодишње основно академско образовање, или упис на примењене науке, познат на немачком као Fachhochschulen, који траје три године.

#### Белгија
Образовање у Белгији је регулисано у оквиру језичких група, засебно фламанска и француска заједница. Обе групе су равноправно приступиле Болоњском процесу, 2003. и 2004. године. У фламанској заједници, основне академске студије трају три године, које може бити праћено пре-мастером у трајању од годину дана. Обе ове дипломе су на нивоу 6 Европског заједничког квалификационог оквира. У француској заједници, универзитети додељују grade de bachelier , у трајању од три године, еквивалентно дипломи основних академских студија. Ван универзитета, студенти могу добити и посебне bachelier дипломе, које су еквивалентне основним академским студијама, и такође на нивоу 6 Заједничког европског квалификационог оквира, али формално нису једнаке.

#### Хрватска
Већина универзитета у Хрватској нуди трогодишње основне академске студије у оквиру два програма, иза којих следи двогодишњи мастер програм. Два програма основних академских студија у Хрватској су:
- Основне професионалне академске студије , након којих студенти добијају диплому "стручног првоступника". Трају три године.
- Основне академске студије, које трају три или четири године. Након њих студенти добијају диплому "свеучилишног првоступника" .[29]

Неки факултети у оквиру Универзитета, пре свега Факултет лепих уметности у Загребу, али и други факултети у области уметности, нуде само четворогодишње студијске програме на основним академским студијама.

#### Данска
Основне академске студије су уведе у Данској почев од 1993. године. Универзитети у Данској нуде трогодишње или четворогодишње студије и слични су британским студијама. Две су области заступљене на основним академским студијама у Данској: основне академске студије наука (медицинске, природне науке и техничке науке) и основне академске студије уметности (хуманистичке науке, теолошке науке и право). Ипак, обично се диплома основних студија не сматра самосталном, већ само првим делом студија, односно нису комплетне без мастер студија.
Сем ових основних академских студија, оне се везују и за професионалне студије (дански: professionsbachelor), обично у областима као што је здравствена нега. Такве основне академске студије трају између три и четири и по године, и дају могућност уписа одређених мастер програма. Супротно горе наведеним програмима, ове професионалне се сматрају комплетним школовањем. Систем на Фарским острвима је у многоме сличан данском.

#### Холандија
Основне академске студије у Холандији су уведене од 2002. године, када су замениле дотадашње петогодишње студирање из целог, у два циклуса: трогодишње основне академске студије и мастер студије у трајању од годину или две године.Од 2003. године, увођењем болоњског процеса уведен је следећи систем школовања:
- baccalaureus, основне академске студије, познате и по скраћеници B која се пише након имена и презимена иза којег следи одговарајуће поље студирања. Заменило је дотадашње скраћенице које су ишле испред имена, и ово су праве основне академске студије.
- doctorandus, углавном везане за медицинску групу основних академских студија, познатих по скраћеници D  која је заменила дотадашњу скраћеницу др.
- ingenieur  - везана за примењене науке и техничке науке, позната по скраћеници B,
- meester in de rechten, која одговара дотадашњем магистарском ступњу студија
- doctor, слично као doctorandus, али одговара докторским академским студијама.[36]

Старе скраћенице су и даље у широкој употреби.
Студенти примењених наука могу прећи на одговарајуће примењене мастер студије од скора, а да би прешли на академске мастер студије, у обавези су да одраде додатну годину одговарајућег премастер програма, који служи као одговарајући селекциони процес, пошто кандидати морају прећи доста велики опсег научних дисциплина.
Основне академске студије у Холандији трају прописано три године, мада не заврше сви студенти у том временском опсегу. Академска година траје 42 недеље, и за разлику од многих држава, основне академске студије у Холандији немају одговарајуће одморе лети и зими ради спремања испита. Прва година студија на основним академским студијама у Холандији није уводна, као у већини држава.

#### Немачка
Основне академске студије су уведене Болоњским процесом почев од 1998. године, изменом Закона о образовању. Традиционални термини магистар и остали су укинути, и уведен су одговарајући енглески називи - бачелор за основне академске студије, мада, на неким универзитетима и колеџима се и даље нуде под старим именом, као алтернативни облик. Основне академске студије трају три године, иза којих следи две године мастер студија. У Немачкој тренутно важи ЕСПБ систем бодовања, где се након трогодишњих студија стиче максимално 180 кредита, али неки студијски програми иду до 240 кредита. Мастер студије су једногодишње или двогодишње, до 300 ЕСПБ кредита.

#### Русија, Украјина, Азербејџан, Јерменија
У време Савеза Совјетских Социјалистичких Република,  високошколско образовање је трајало пет година, након којег се добијало звање специјалисте (руски: специалист). Након распада СССР-а, почетком деведесетих година прошлог века, уведен је систем 4 + 1 , који се састојао од основних академских студија (руски: Бакалавр) и још годину или две мастер студија, али истовремено задржавајући и претходни систем. Овај систем је уведен у свим републикама Комонвелта независних држава, сем у Туркменистану.

#### Србија
Академско образовање у Србији се одвија кроз академске и струковне студије на основу акредитованих програма. На академским студијама изводи се академски студијски програм, који оспособљава студенте за развој и примену научних, стручних и уметничких достигнућа. На струковним студијама изводи се струковни студијски програм, који оспособљава студенте за примену знања и вештина потребних за укључивање у радни процес. Систем академског образовања у Србији је подељен у три етапе:
1. Студије првог степена:
  1. Основне академске студије
  2. Основне струковне студије
2. Студије другог степена:
  1. Мастер академске студије
  2. Мастер струковне студије (након 2014. године)[42]
  3. Специјалистичке академске студије
  4. Специјалистичке струковне студије
  5. Основне интегрисане студије медицинских  наука (медицина, фармација, стоматологија, ветерина)
3. Студије трећег степена:
  1. Докторске академске студије

Основне академске студије у Србији трају три или четири године, након којих може следити завршни рад. Основне струковне студије трају три године. Након завршених основних академских и струковних студија стиче се диплома и стручни назив са назнаком првог степена студија у одговарајућем облику, уз област изучавања. У Србији је уведен  Европски систем преноса бодова, односно, у односу на степен студија и година студирања, студенти остварују одређен број ЕСПБ кредита на основу 15 или 20 часова рада током јединственог европског система школовања. Током основног академског образовања, могу стећи 180 или 240 ЕСПБ кредита.

#### Велика Британија
Основне академске студије - бачелор су основни ниво, односно први ниво студија у Великој Британији. Углавном се срећу две групе основних академских студија - наука и уметност (енг. Bachelor in Science, Bachelor in Arts). Изузетак чине студије медицине, фармације, стоматологије и ветерине које су основне интегрисане студије и спадају у други циклус студија. Све дипломе са ретким изузецима (изузетак укључују и студије медицинских наука) имају одвојене дипломе са почастима за најбоље студенте и оне без почасти.
У Енглеској, Велсу и Северној Ирској, основне академске студије обично трају три године, док у Шкотској оне трају четири године, неки програми и пет.

### Аустралија и Океанија
И у Аустралији и у Океанији, основне академске студије су у трајању од три године, са изузетком одређених области (на пример право), које трају четири године. Основне академске студије медицине трају шест година. На Новом Зеланду је могуће да студент изабере две области студирања, и онда студира годину дана више.

## Приказ некадашњих и садашњих назива основних академских студија у Србији
У Републици Србији важи Национални оквир квалификација, по којем основне академске студије и основне струковне студије на свим универзитетима нуде заједнички НОКС ниво 6, који је у складу са Европским оквиром квалификација. При том, разликују се основне академске студије и основне струковне студије у трајању од три године (180 ЕСПБ) и ОАС у трајању од четири године у прецизном степену студија.
| Основне струковне студије (180 ЕСПБ) |                                                                                   |
| 6.2                                  | Основне академске студије (240 ЕСПБ)                                              |
| 6.2                                  | Основне академске студије (180 ЕСПБ) + Специјалистичке академске студије (60ЕСПБ) |